# Куй (фамилия)

Иероглиф клана Куй

Куй — китайская фамилия (клан). Современное значение иероглифа — «крутой».

## Известные Куй 隗
- Куй Сяо, 隗嚣 (? — 33 г.) — военачальник династии Восточная Хань. Уроженец провинции Ганьсу района Тяньшуй.

## Другое
- Куй Синь — мифологический бог экзаменов, помощник бога литературы Вэнь Чана, отождествляется с одной из звёзд Большой Медведицы.